# Трандолаприл
Трандолапри́л — синтетичний антигіпертензивний препарат, що належить до групи інгібіторів АПФ, для перорального застосування. Трандолаприл уперше синтезований у співпраці дослідників із лабораторій компаній «Hoechst» і «Roussel-Uclaf» під експериментальною назвою RU 44570, подальшу розробку, після входження компаній-розробників до її складу, препарату проводила компанія «Aventis» (натепер частина «Sanofi»). У 2004 році права на маркетинг препарату були передані компанії «Abbott Laboratories».

## Фармакологічні властивості
Трандолаприл — синтетичний лікарський препарат, що належить до групи інгібіторів АПФ. Механізм дії препарату полягає у пригнічення ренін-ангіотензин-альдостеронової системи плазми крові, яка приводить до зменшення впливу ангіотензину ІІ на судини та до зменшення секреції альдостерону, що призводить до збільшення концентрації калію у сироватці крові та збільшення втрати рідини та натрію. Після прийому трандолаприлу у результаті інгібування ангіотензинперетворюючого ферменту підвищується активність калікреїн-кінінової системи, що призводить до вазоділатації та підвищення активності простагландинової системи. Трандолаприл знижує загальний периферійний опір судин, систолічний та діастолічний артеріальний тиск, перед- та постнавантаження на міокард. При лікуванні трандолаприлом також спостерігається зменшення гіпертрофії лівого шлуночка та покращення його діастолічної функції, а також зменшення гіпертрофію стінок великих артерій. Трандолаприл має виражену нефропротективну дію, у тому числі при цукровому діабеті, знижує мікроальбумінурію у хворих діабетом. Трандолаприл збільшує концентрацію фосфокреатиніну в клітинах ішемізованої зони при інфаркті міокарду. Препарат також має здатність зменшувати агрегацію тромбоцитів. Трандолаприл малоефективний у хворих гіпертонією негроїдної раси, тому що у них гіпертонічна хвороба перебігає переважно за наявності низької концентрації реніну в крові.

### Фармакодинаміка
Трандолаприл добре всмоктується у шлунково-кишковому тракті, але біодоступність препарату складає близько 13 % внаслідок ефекту першого проходження через печінку. Після прийому трандолаприл швидко перетворюється у печінці на активний метаболіт — трандолаприлат, біодоступність якого складає близько 70 %. Максимальна концентрація в крові трандолаприлу досягається протягом 1 години, а трандолаприлату досягає за 4—10 годин. Препарат добре зв'язується з білками крові. Препарат добре розподіляється в організмі, найвищі концентрації створюються у легенях, нирках, надниркових залозах, серці. Трандолаприл проникає через плацентарний бар'єр та виділяється в грудне молоко. Метаболізується препарат у печінці. Виводиться трандолаприл із організму переважно із фекаліями, частково виводиться із сечею. Виведення трандолаприлу із організму багатофазне, у першому періоді напіввиведення трандолаприлу становить 3,3—4,5 години, у другому періоді становить 15—23 години, термінальний період напіввиведення трандолаприлату становить близько 4 діб, при порушеннях функції печінки або нирок цей час може збільшуватися.

## Показання до застосування
Трандолаприл застосовують для лікування гіпертонічної хвороби, у комплексному лікуванні серцевої недостатності та для лікування дисфункції лівого шлуночка після перенесеного інфаркту міокарду.

## Побічна дія
При застосуванні трандолаприлу можливі наступні побічні ефекти:
- Алергічні реакції та з боку шкірних покривів — нечасто (0,1—1 %) висипання на шкірі; рідко (0,01—0,1 %) свербіж шкіри, гарячка, набряк Квінке, фотодерматоз, підвищена пітливість, алопеція, псоріазоподібні висипання, оніхолізис.
- З боку травної системи — нечасто (0,1—1 %) нудота, блювання, біль у животі, порушення апетиту, запор або діарея; рідко (0,01—0,1 %) сухість у роті, стоматит, панкреатит, гепатит, холестатична жовтяниця, кишкова непрохідність.
- З боку нервової системи — часто (1—10 %) головний біль, запаморочення; нечасто (0,1—1 %) слабкість, парестезії, імпотенція, порушення настрою та сну, порушення рівноваги, нечіткість зору, порушення смаку; у окремих випадках інсульт або динамічні порушення мозкового кровообігу.
- З боку дихальної системи — рідко (0,01—0,1 %) кашель, бронхіт, риніт, синусит, бронхоспазм, біль у грудній клітці.
- З боку серцево-судинної системи — в окремих випадках тахікардія, аритмії, гіпотензія, приступи стенокардії, інфаркт міокарду, периферичні набряки.
- З боку опорно-рухового апарату — нечасто (0,1—1 %) біль у спині, міалгії, артралгії.
- З боку сечостатевої системи — рідко (0,01—0,1 %) інфекції сечовидільних шляхів, порушення функції нирок, гостра ниркова недостатність, імпотенція.
- Зміни в лабораторних аналізах — рідко (0,01—0,1 %) анемія, тромбоцитопенія, гіперкаліємія, гіпонатріємія, лейкопенія, нейтропенія, агранулоцитоз, зниження гематокриту, протеїнурія; підвищення рівня креатиніну,  сечовини, білірубіну, сечової кислоти в крові.

## Протипоказання
Трандолаприл протипоказаний при підвищеній чутливості до інгібіторів АПФ; ангіоневротичному набряку, пов'язаному із інгібіторами АПФ в анамнезі або спадковому ангіоневротичному набряку; при вагітності та годуванні грудьми. З обережністю застосовується препарат при печінковій та нирковій недостатності, під час проведення десенсибілізуючого лікування при ураженні отрутами комах (наприклад при укусах бджіл або ос), первинному альдостеронізмі, стенозі гирла аорти або мітральному стенозі, при двобічному стенозі ниркових артерій чи однобічному у разі наявності однієї нирки, при недавно перенесеній трансплантації нирки, гіпертрофічній кардіоміопатії, вираженій серцевій недостатності. Препарат не застосовується у дитячому віці.

## Форми випуску
Трандолаприл випускається у вигляді желатинових капсул по 0,0005 та 0,002 г. Трандолаприл випускається у комбінації з верапамілом під назвою «Тарка» по 0,002 г трандолаприлу та 0,18 г верапамілу.